# Багровецький водоспад
Багровецький водоспад — каскад водоспадів в Українських Карпатах (масив Ґорґани). Розташований на території Яремчанської міської громади Івано-Франківської області, на південний захід від міста Яремче. 
Загальна висота перепаду води — близько 10 м (три каскади: 2,5 м, 1,5 м та 2,5 м). Водоспад розташований на невеликому гірському потоці Багровець (права притока Жонки), який тече північним схилом хребта Явірник. Вода спадає трьома уступами, які утворилися в місці виходу на поверхню потужних флішових пластів горизонтального залягання. 
Водоспад важкодоступний та маловідомий. 

## Світлини та відео

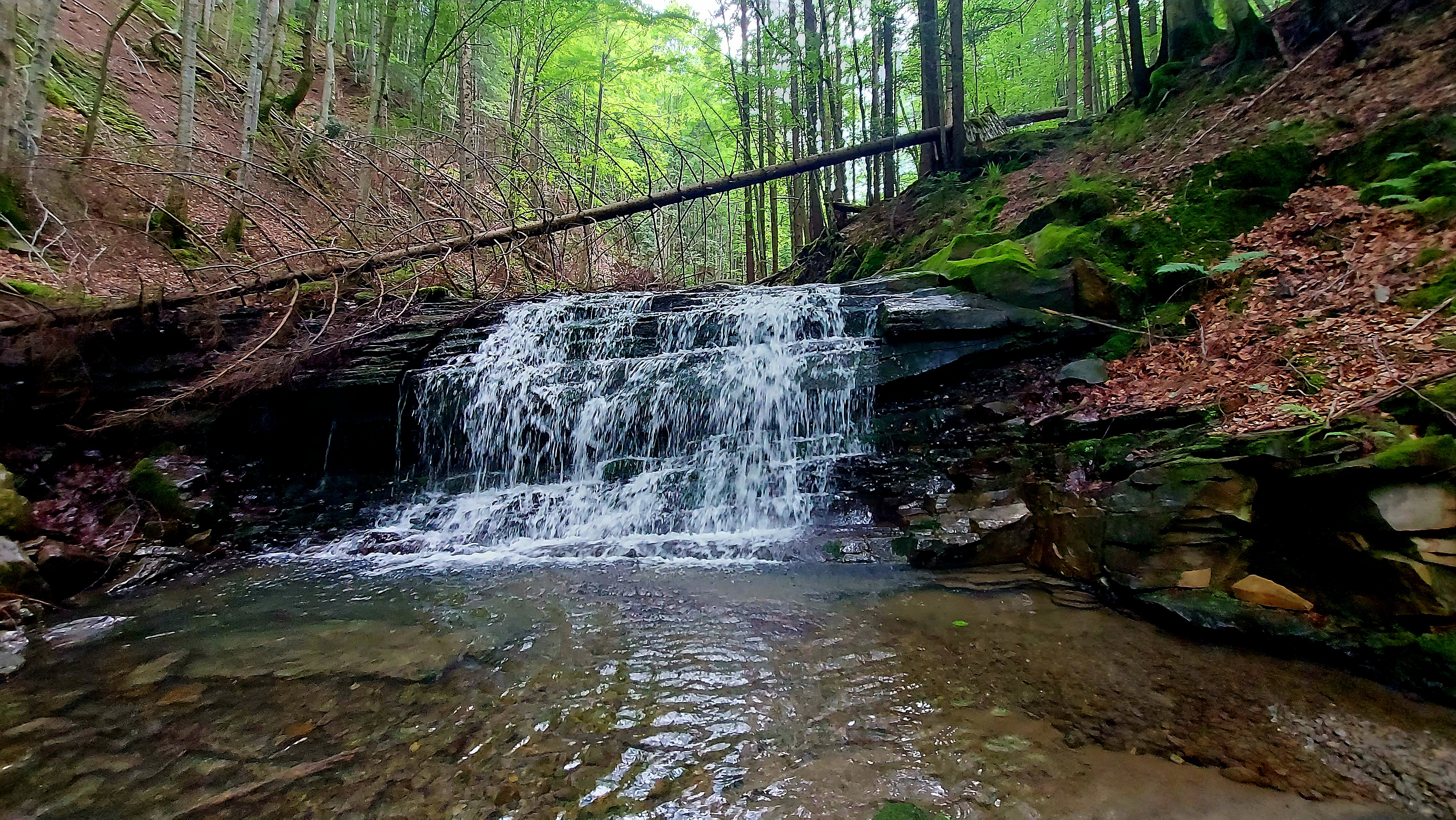
Верхній каскад
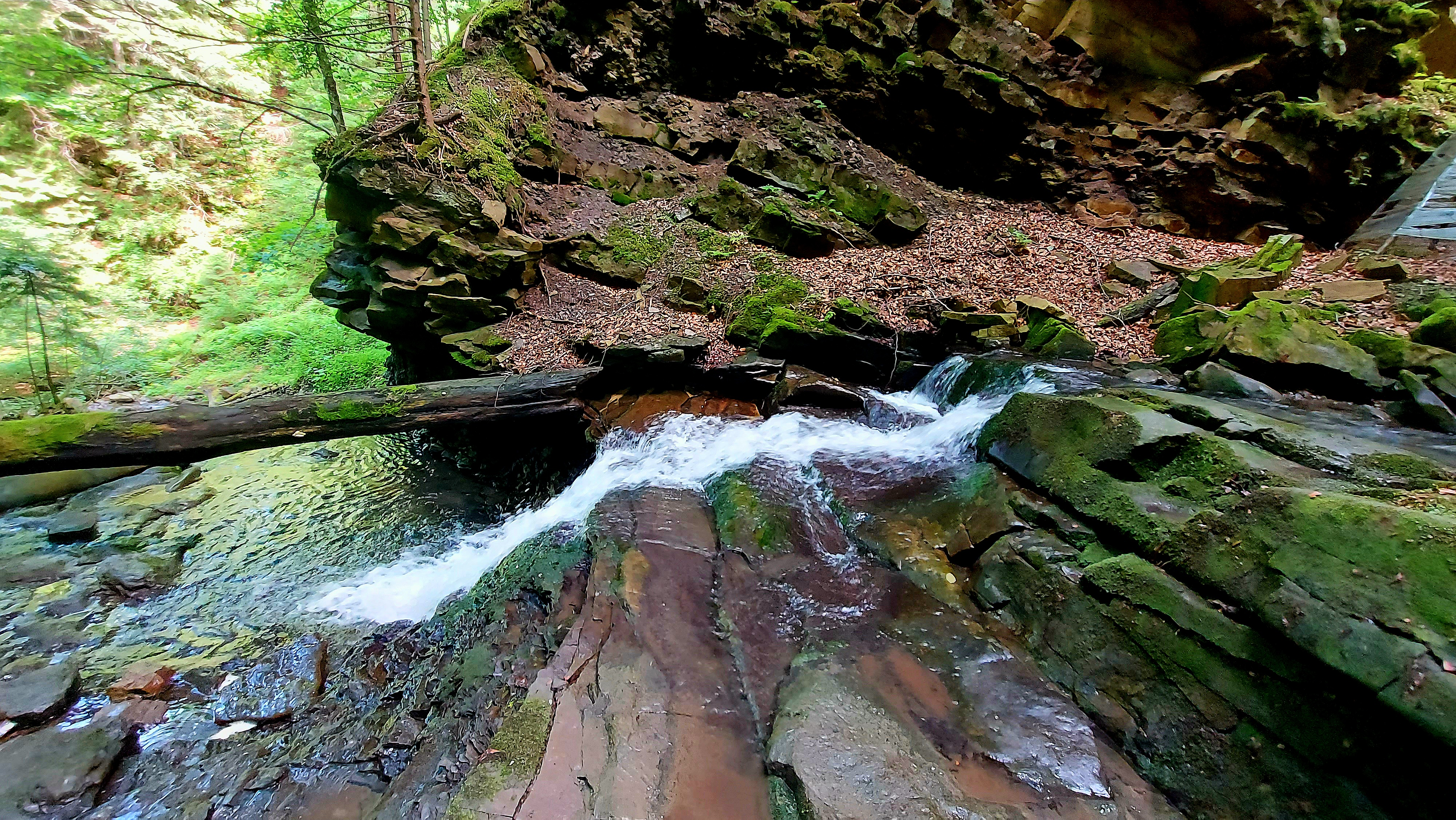
Середній каскад
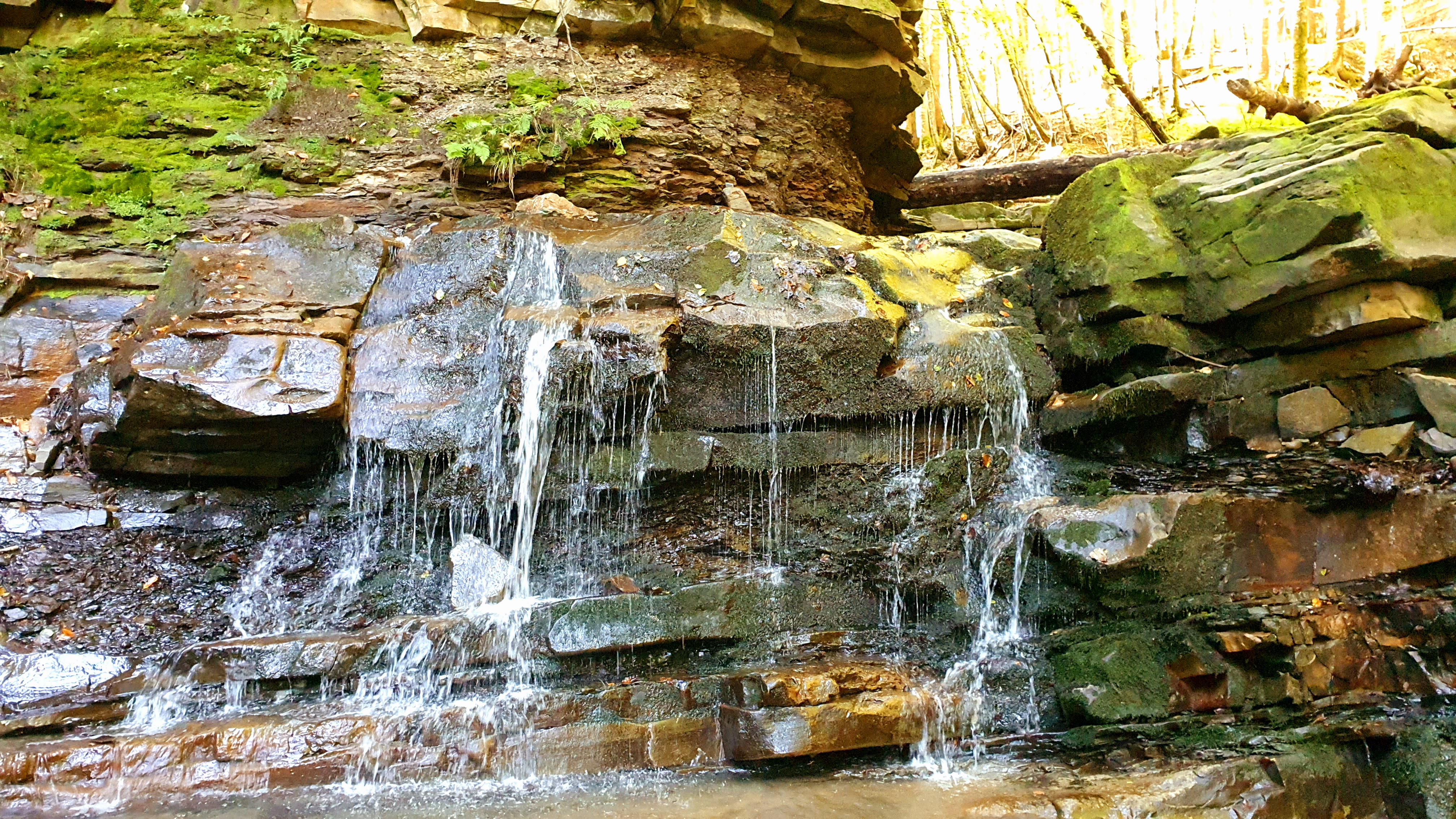
Нижній каскад
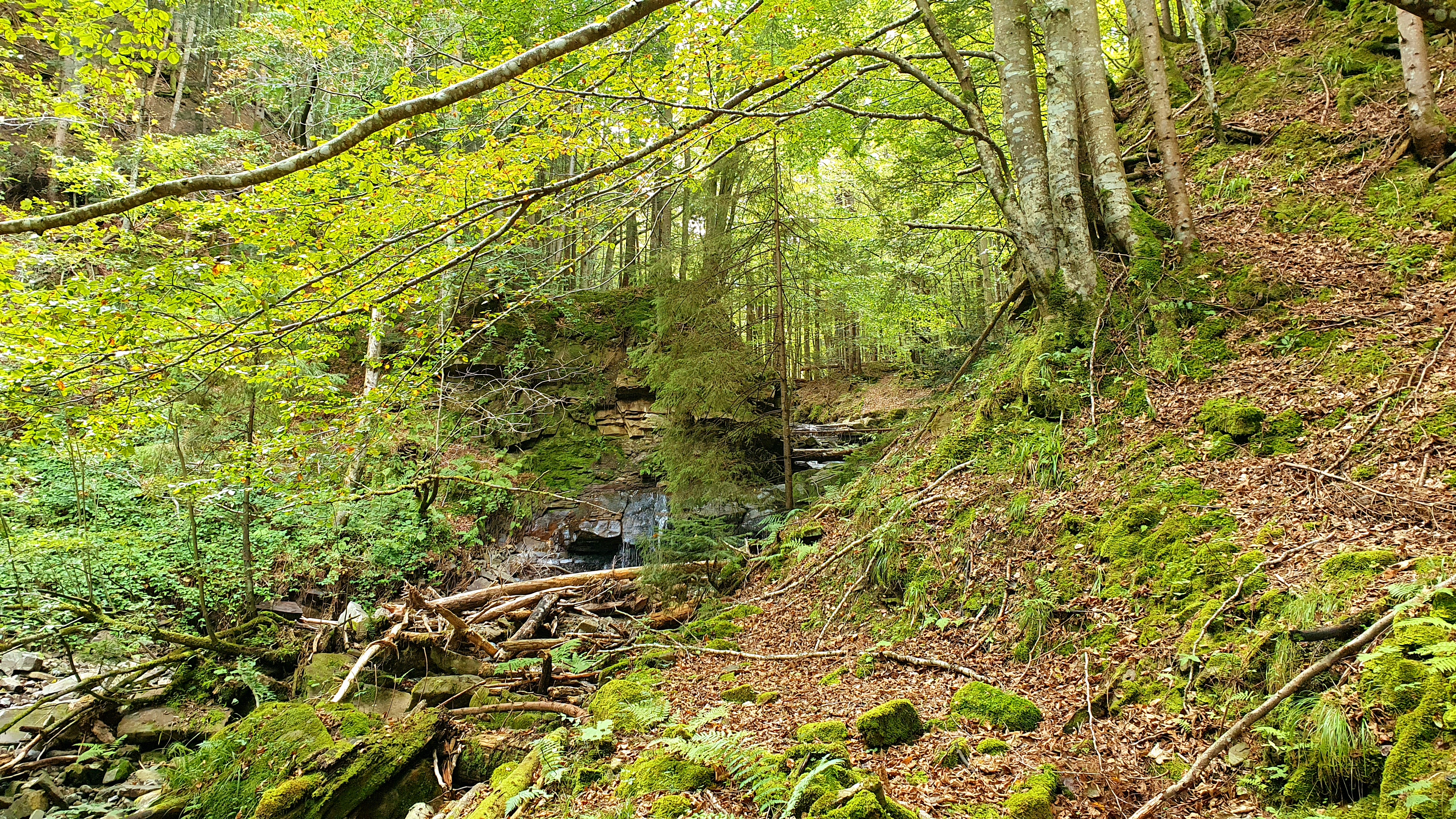
Водоспад здалеку
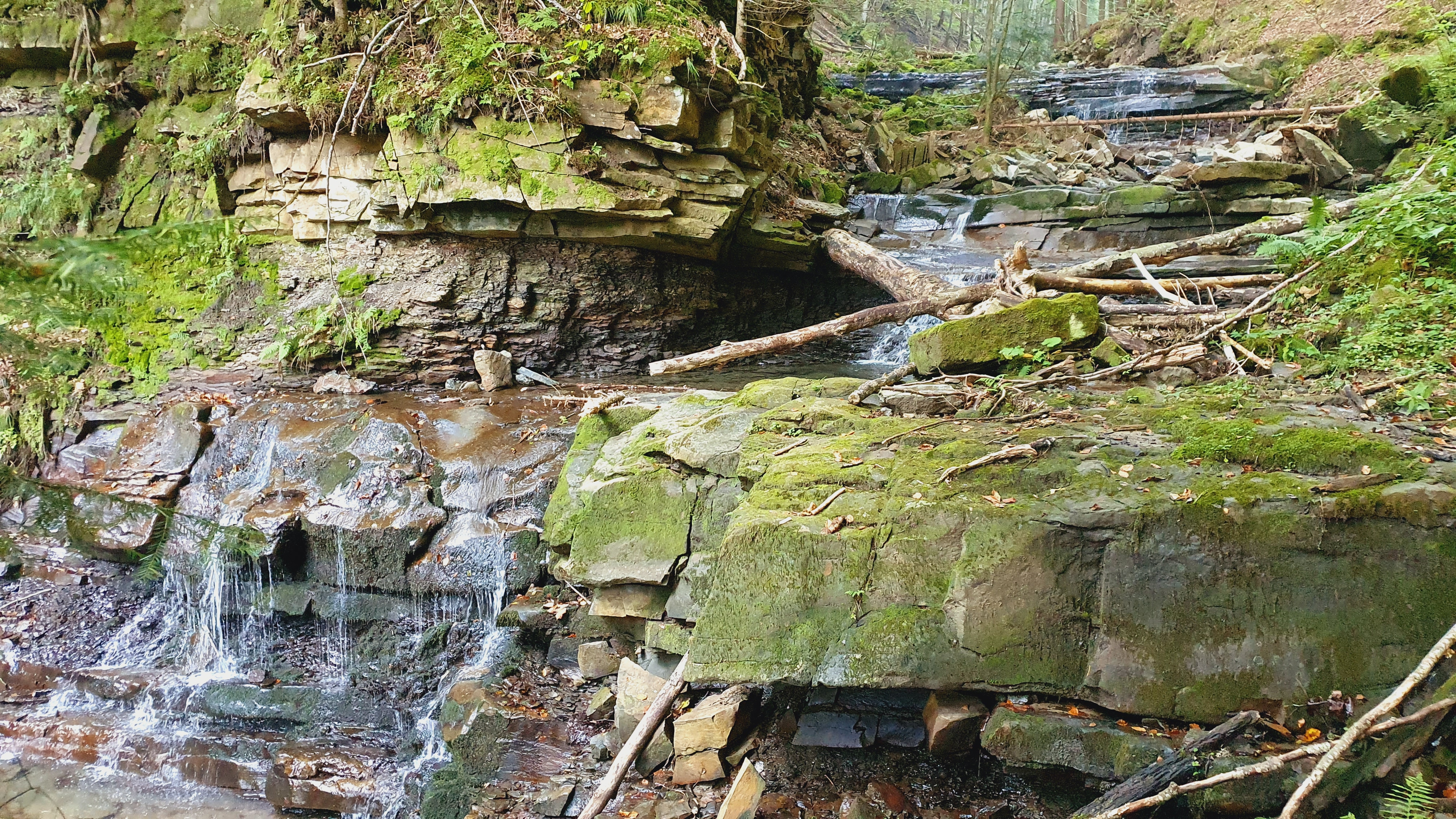
Водоспад зблизька
- Відео водоспаду
- Відео верхнього каскаду